# Bristol MW
Das Bristol MW war ein von Bristol Commercial Vehicles in England gebautes Chassis für Omnibusse. Der Typ wurde zwischen 1957 und 1967 gebaut. Die Typenbezeichnung stand dabei für Medium Weight (mittelschwer). Es war Nachfolger des Bristol LS. Ab 1962 beginnend durch den Bristol RE abgelöst, wurde das Chassis noch bis 1967 produziert.
Auf das von Bristol gelieferte Fahrgestell wurden Aufbauten verschiedener Karosseriebauunternehmen gesetzt. Diese Bauweise war zur damaligen Zeit üblich, da die Aufbauten den Wünschen und Vorstellungen der verschiedenen Buslinienbetreiber besser angepasst werden konnten. Karosseriert wurde der Bus als Reisebus (englisch: coach)  mit 30 bis 41 Sitzplätzen, als Stadtbus (englisch: bus) mit 30 bis 45 Sitzplätzen und als Mehrzweckbus mit 39 bis 43 Sitzplätzen. Diese in England als dual purpose bezeichneten Mehrzweckbusse waren zur damaligen Zeit relativ weit verbreitet, konnten sie doch während der Arbeitswoche im Linienverkehr und zu verkehrsschwachen Zeiten im Ausflugsverkehr eingesetzt werden. Die Aufbauten kamen meist von den Eastern Coach Works (ECW), die mit Bristol Commercial über die gemeinsame Holdinggesellschaft Transport Holding Company verbunden waren. Einige wenige Busse, die für schottische Betreiber bestimmt waren, erhielten auch Aufbauten der Walter Alexander Coachbuilders.
Ausgerüstet wurde der Bristol MW mit Motoren von Gardner. Zum Einsatz kamen Fünf- bzw. Sechszylinder-Dieselmotoren vom Typ 5HLW und 6HLW, die Busse erhielten folgerichtig die Typenbezeichnung MW5G bzw. MW6G. Während der kleinere Motor einen Hubraum von 7, 0 Litern hatte, kam der größere Motor auf 8,4 l Hubraum. Obwohl Bristol Commercial Vehicles selbst ein bedeutender Hersteller von Nutzfahrzeugmotoren war, wurde nur ein einziger Bus versuchsweise mit einem Bristol BHW-Motor ausgerüstet und als MW6B bezeichnet. Der Bus wurde später auf einen Sechszylindermotor von Gardner umgerüstet. Der Motor war liegend  unterflur zwischen den Achsen angeordnet. Dadurch wurde ein ebener Fußboden des Aufbaus erreicht. Wichtiger war jedoch, dass die Eingangstür im vorderen Überhang platziert werden konnte. Dies ermöglichte den kostensparenden Einmannbetrieb, da der Fahrer so auch das Abkassieren der Fahrgäste beim Einsteigen übernehmen konnte. Die relativ hoch bauenden Motoren erforderten Stufen in der Eingangstür. Als Getriebe wurde ein synchronisiertes Fünfganggetriebe von Bristol Commercial benutzt, die Synchronisierung arbeitete in der Praxis jedoch nicht immer zufriedenstellend. Die Hinterachse war mit drei verschiedenen Übersetzungen von 5:1, 5,5:1 und 6:1 erhältlich. Das Chassis war auf die damals im Vereinigten Königreich geltenden Größenbeschränkungen für Omnibusse mit 8 Fuß Breite und 30 Fuß Länge ausgelegt. Nach Aufhebung dieser Beschränkungen modifizierte Bristol Commercial das Chassis nicht, sondern entwickelte den heckgetriebenen Nachfolger Bristol RE. Im Jahr 1962 waren jedoch größere Änderungen am Chassis notwendig, als optional eine Luftfederung angeboten wurde. Neben der höheren Bequemlichkeit für die Fahrgäste waren vor allem die Belastungen für Chassis und Aufbau geringer, was zu einer höheren Lebensdauer von Baugruppen und damit zu geringeren Instandhaltungskosten führte. Dem stand jedoch ein höherer Anschaffungspreis gegenüber. Die Luftfederung wurde nur für Reisebusse angeboten und war kommerziell nicht sonderlich erfolgreich, lediglich Bristol Omnibus beschaffte eine größere Anzahl dieser Busse. Während der Produktionszeit wurde die Ausrüstung des Busses mehrfach modifiziert, insbesondere die Kühlung wurde ständig verbessert. Neben einem thermostatisch gesteuerten elektrischen Kühlerventilator in der Front des Busses kam später auch ein System zum Einsatz, das das Kühlwasser durch die Abgase aufheizte. Dadurch sollte der Motor schneller seine Betriebstemperatur erreichen. Insgesamt dienten diese Maßnahmen dazu, Kraftstoffverbrauch und Verschleiß der Motoren zu minimieren.
Insgesamt wurden 1965 Busse gebaut, davon 741 MW5G und 1224 MW6G. Größter Betreiber war United Automobile mit 262 Bussen. Mehr als 200 Bristol MW hatten auch Bristol Omnibus, Crosville und Red & White in Betrieb. Gegenwärtig befinden sich noch einige wenige Busse im ÖPNV auf Malta im Einsatz.

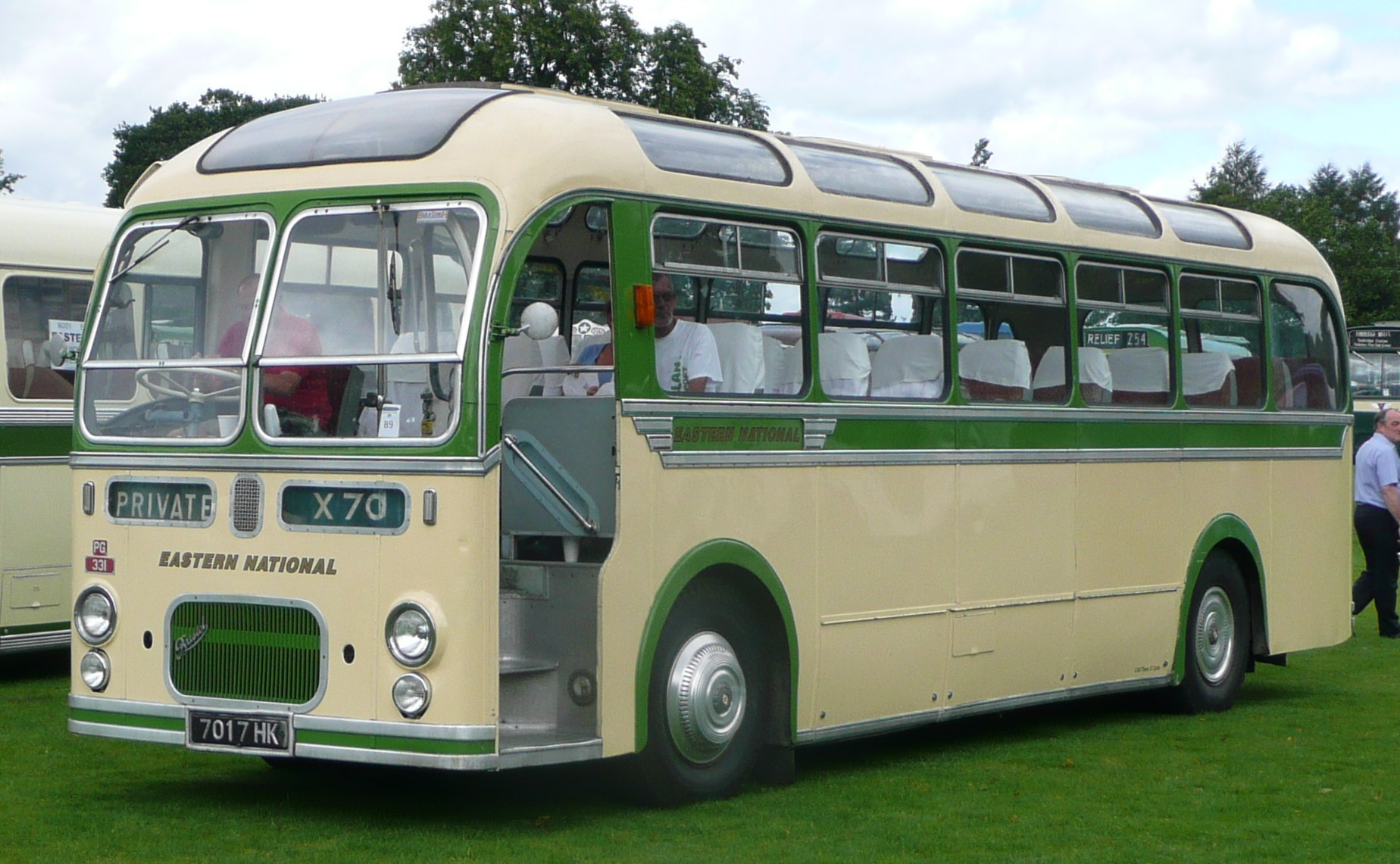
Bristol MW6G mit Reisebusaufbau von ECW
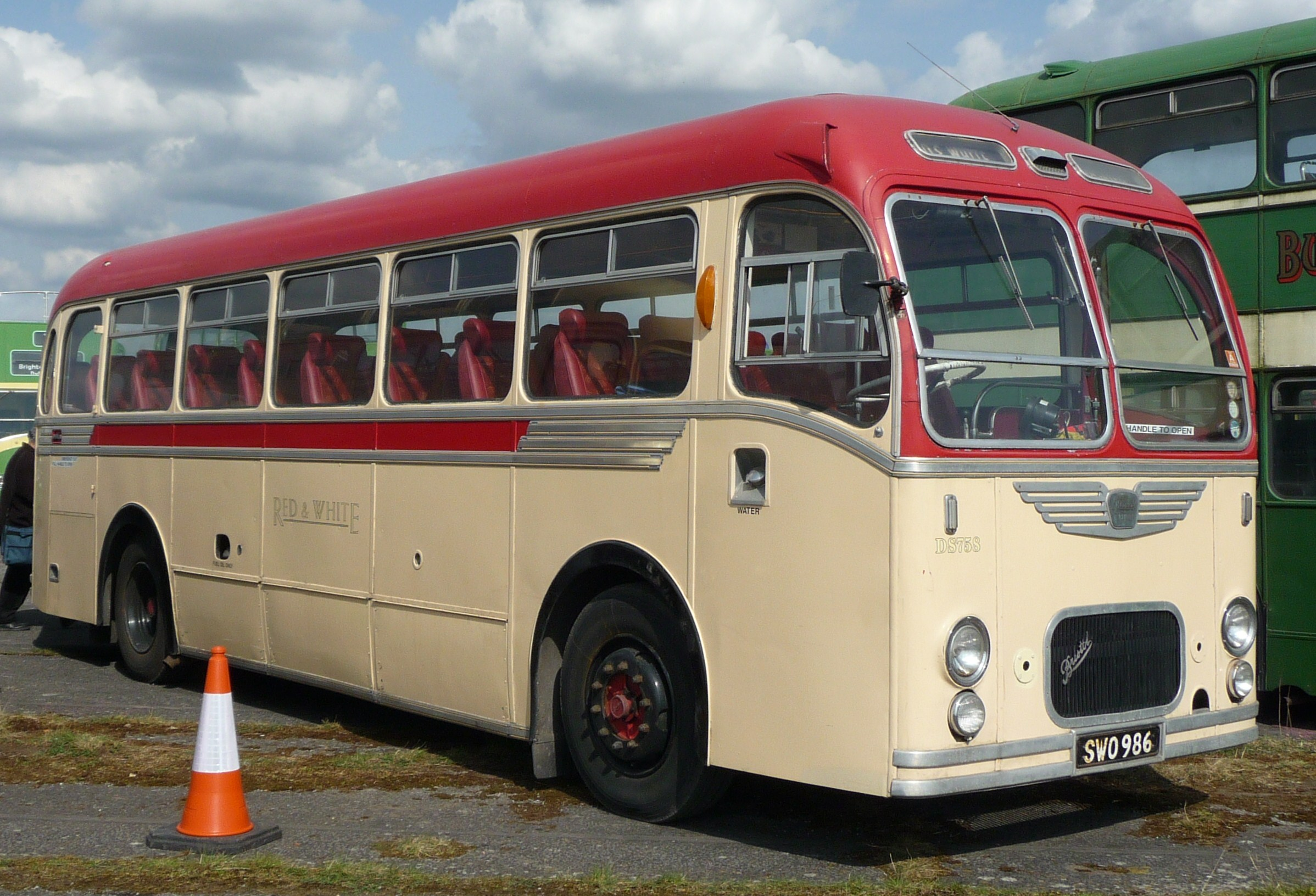
Bristol MW6G mit Busaufbau von ECW
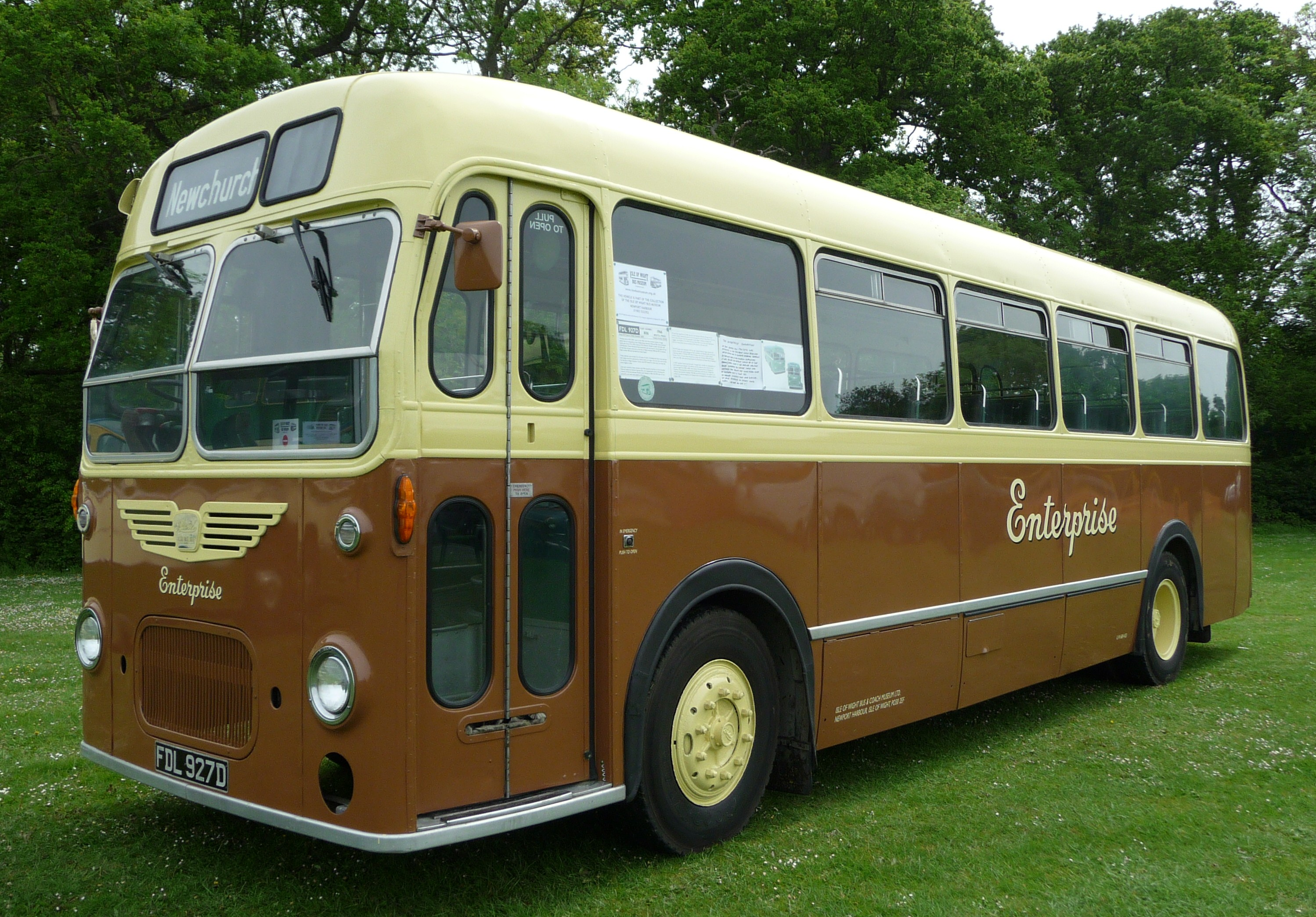
Bristol MW6G mit Busaufbau von ECW
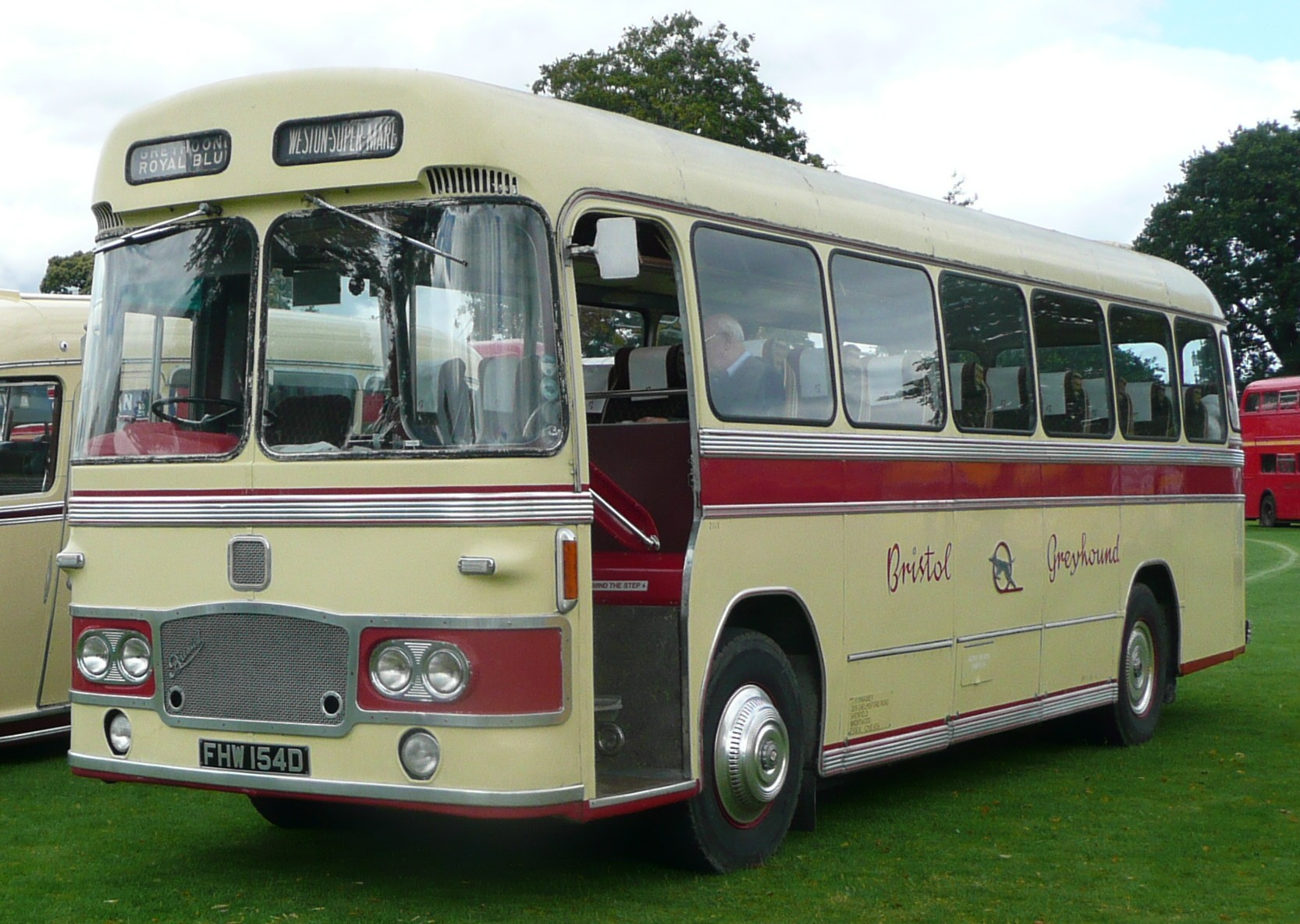
Bristol MW6G mit Aufbau von ECW
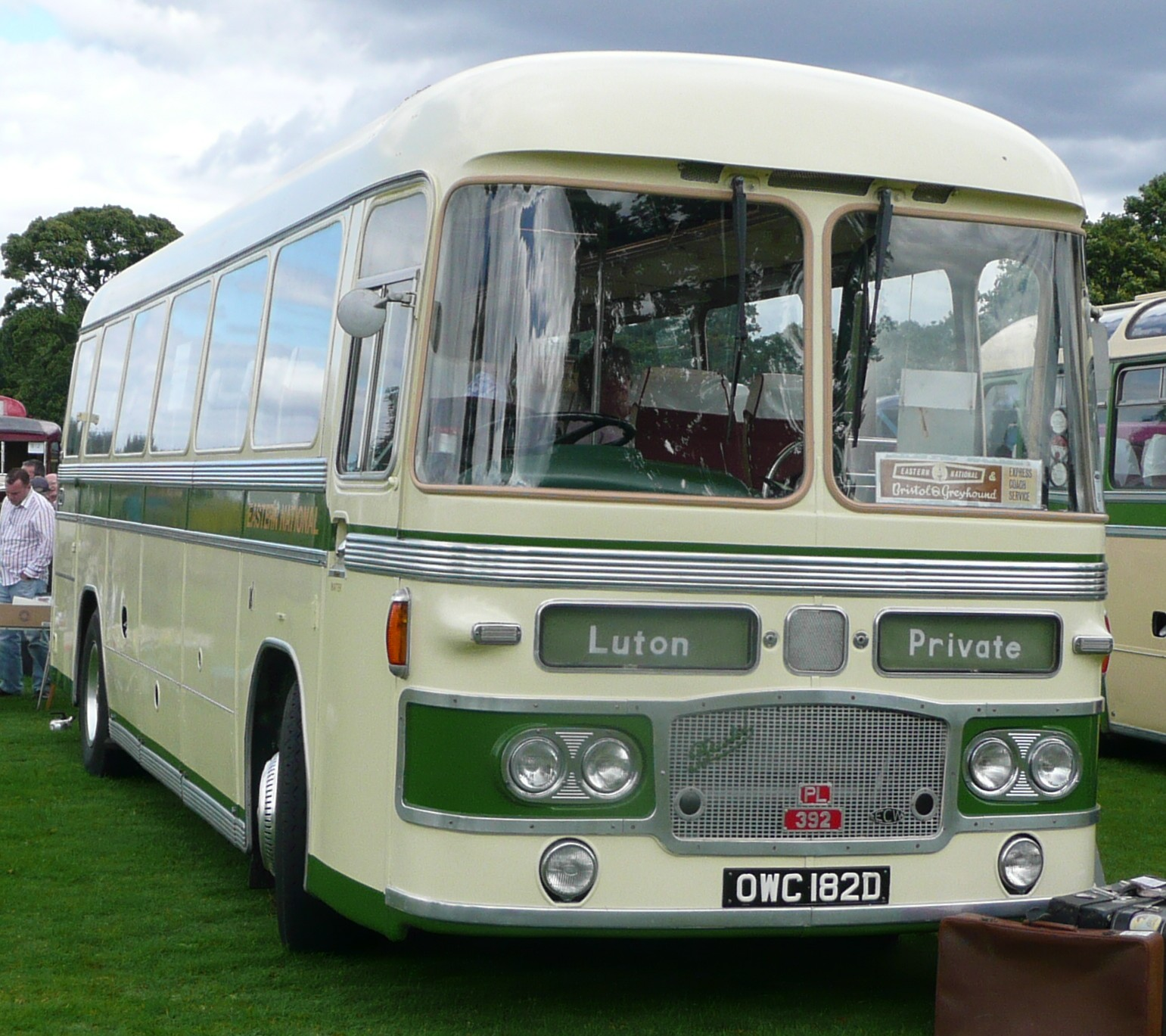
Bristol MW6G mit Aufbau von ECW